# Erase Me
Erase Me es el octavo álbum de estudio de la banda de metalcore Underoath, fue lanzado el 6 de abril de 2018, por Fearless Records. Es su primer álbum en ocho años después de Ø (Disambiguation) (2010), marcando el espacio más largo entre dos álbumes de estudio en la carrera de la banda, y el primero con el baterista fundador y vocalista del grupo Aaron Gillespie desde Lost In The Sound Of Separation (2008). Fue grabado a mediados de 2017 con Matt Squire (quien trabajó con Panic! at the Disco, 3OH!3) y mezclado por Ken Andrews (quien trabajó con Failure, Jimmy Eat World).
Erase Me es el primer álbum de Underoath que se aleja abiertamente de sus raíces cristianas, y el primero en usar malas palabras (es decir, "fucking" en "On My Teeth"). 
Este álbum muestra que Underoath va en una dirección al rock alternativo dejando atrás el metalcore que se muestra en sus álbumes anteriores.

## Producción y grabación
Al anunciar el álbum, la banda actualizó su biografía de Spotify para leer: "La banda que una vez abiertamente, y sin disculparse, profesó su visión del mundo basada en la fe en el escenario todas las noches, desde entonces se ha movido más allá del ámbito de la polémica aparentemente impenetrable. Erase Me ilustra esos momentos de santuario, ansiedad, traición y conflicto que inevitablemente surgen cuando la humanidad lucha con los sistemas de creencias".
El baterista Gillespie dijo sobre el álbum, "Hemos tenido éxito y hemos pasado por muchas aguas. Hemos pasado 11 000 cosas por las que hemos pasado por lo que uno podría pensar, casi retóricamente, '¿Qué necesita ahora?' Todos nosotros finalmente estamos en ese lugar en nuestras vidas donde lo único que nos importa es la inclusión para todos, para el mundo. Para mí, la exclusión es lo más aterrador del mundo. Y creo que Underoath regresa ahora con un nuevo récord. -que ninguno de nosotros creía posible- queremos que la gente sepa que esta es tu música y que puedes sentir lo que quieras sobre ella. Solo quiero demostrar que estamos haciendo todo de la manera más honesta que jamás hayamos tenido. Esta es la forma más saludable que hemos tenido como grupo de personas, como músicos, y en nuestra visión del mundo ".

## Lista de canciones
Todas las canciones escritas y realizadas por Underoath.

| N.º | Título                      | Duración |  |
| 1.  | «It Has to Start Somewhere» | 3:11     |  |
| 2.  | «Rapture»                   | 3:34     |  |
| 3.  | «On My Teeth»               | 3:10     |  |
| 4.  | «Wake Me»                   | 3:40     |  |
| 5.  | «Bloodlust»                 | 3:32     |  |
| 6.  | «Sink with You»             | 4:44     |  |
| 7.  | «Ihateit»                   | 3:27     |  |
| 8.  | «Hold Your Breath»          | 3:29     |  |
| 9.  | «No Frame»                  | 3:46     |  |
| 10. | «In Motion»                 | 3:35     |  |
| 11. | «I Gave Up»                 | 4:02     |  |

Bonus 7-inch vinyl
| Bonus 7-inch vinyl |              |          |  |
| N.º                | Título       | Duración |  |
| 12.                | «Loneliness» | 3:39     |  |

Target bonus tracks
| Target bonus tracks |                |          |  |
| N.º                 | Título         | Duración |  |
| 12.                 | «Loneliness»   | 3:39     |  |
| 13.                 | «Another Life» | 4:13     |  |

## Créditos
Underoath
- Spencer Chamberlain - Voces, guitarra adicional
- Tim McTague - Guitarra principal, coros
- James Smith - Guitarra rítmica
- Grant Brandell - Bajo
- Chris Dudley - Teclados, sintetizadores, programación
- Aaron Gillespie - Batería

Producción
- Matt Squire – Productor
- Eric Taft – Productor, ingeniero de sonido
- Ken Andrews – Masterización